# Olympische Sommerspiele 2008/Teilnehmer (Estland)
| Gelbes Symbol für Goldmedaillen mit stilisierten Olympischen Ringen | Graues Symbol für Silbermedaillen mit stilisierten Olympischen Ringen | Braundes Symbol für Bronzemedaillen mit stilisierten Olympischen Ringen |
| ------------------------------------------------------------------- | --------------------------------------------------------------------- | ----------------------------------------------------------------------- |
| 1                                                                   | 1                                                                     | —                                                                       |

Estland nahm 2008 zum 10. Mal an den Olympischen Sommerspielen als eigenständige Nation teil. Von 1908 bis 1912 nahmen die Athleten gemeinsam mit der russischen Mannschaft teil, außerdem gehörten die estnischen Sportler von 1952 bis 1988 zur Mannschaft der Sowjetunion. Alle 47 Athleten, die sich in dreizehn verschiedenen Sportarten für die Spiele qualifizierten, wurden vom Estnischen Olympiakomitee nominiert. Somit ist die Delegation die größte in der Geschichte der Nation. Der Ruderer Jüri Jaanson (43), der zum sechsten Mal an Olympischen Spielen teilnimmt, ist der älteste estnische Teilnehmer bei den Olympischen Spielen. Der Judoka Martin Padar trug die Fahne bei der Eröffnungsfeier.

## Badminton
- Raul Must
Einzel, Männer

- Kati Tolmoff
Einzel, Frauen

Die estnische Badminton-Mannschaft nahm mit zwei Athleten, einem Mann und einer Frau, zum ersten Mal an Olympischen Spielen teil. Beide Sportler verloren ihre Begegnungen in der ersten Runde und schieden aus.

## Beachvolleyball
- Kristjan Kais
- Rivo Vesik
Doppel, Männer

## Fechten
- Nikolai Novosjolov
Degen, Einzel Männer

## Gymnastik
- Irina Kikkas
Einzel, Frauen

## Judo
- Martin Padar
über 100 kg, Männer

## Leichtathletik
- Tiidrek Nurme
1500 m, Männer

- Pavel Loskutov
Marathon, Männer

- Gerd Kanter (Gold )
Diskuswurf, Männer

- Aleksander Tammert
Diskuswurf, Männer

- Märt Israel
Diskuswurf, Männer

- Taavi Peetre
Kugelstoßen, Männer

- Mihkel Kukk
Speerwurf, Männer

- Mikk Pahapill
Zehnkampf, Männer

- Andres Raja
Zehnkampf, Männer

- Ksenija Balta
Weitsprung, Frauen

- Kaire Leibak
Dreisprung, Frauen

- Anna Iljuštšenko
Hochsprung, Frauen

- Moonika Aava
Speerwurf, Frauen

- Kaie Kand
Siebenkampf, Frauen

## Radsport

### Straße
- Tanel Kangert
Straßenrennen, Männer

- Rein Taaramäe
Straßenrennen, Männer
Zeitfahren, Männer

- Grete Treier
Straßenrennen, Frauen

Grete Treier schaffte es als erste estnische Radrennfahrerin, sich für olympische Sommerspiele zu qualifizieren. Ihr 30. Platz im olympischen Straßenrennen war gleichzeitig das beste Ergebnis der estnischen Radrennfahrer.

### Bahn
- Daniel Novikov
Sprint, Männer

## Rudern
- Andrei Jämsa
Einer, Männer

- Tõnu Endrekson
- Jüri Jaanson
Doppelzweier, Männer (Silber )

- Igor Kuzmin
- Vladimir Latin
- Allar Raja
- Kaspar Taimsoo
Doppelvierer, Männer

## Schießen
- Andrei Inešin
Skeet, Männer

## Schwimmen
- Miko Mälberg
50 m Freistil, Männer

- Danil Haustov
100 m Freistil, Männer

- Vladimir Sidorkin
200 m Freistil, Männer

- Martti Aljand
100 m Brust, Männer
200 m Brust, Männer

- Andres Olvik
200 m Rücken, Männer

- Martin Liivamägi
200 m Lagen, Männer

- Triin Aljand
50 m Freistil, Frauen
100 m Freistil, Frauen
100 m Schmetterling, Frauen

- Elina Partõka
200 m Freistil, Frauen

- Anna-Liisa Põld
400 m Lagen, Frauen

Während der Olympischen Sommerspiele in Peking haben die estnischen Schwimmer bislang vier neue Nationalrekorde aufgestellt.

## Segeln
- Johannes Ahun
Windsurfen, Männer

- Deniss Karpak
Laser

## Tennis
- Maret Ani
Einzel, Frauen
Doppel, Frauen

- Kaia Kanepi
Einzel, Frauen
Doppel, Frauen

## Triathlon
- Marko Albert
Einzel, Männer

## Offizielle und Presse
Neben den Athleten schickt das Estnische Olympiakomitee die folgenden Repräsentanten zu den Olympischen Sommerspielen nach Peking:
Repräsentanten
Die Repräsentanten des Nationalen Olympischen Komitees Estlands werden der Präsident Mart Siiman, der Sekretär Toomas Tõnise, der Leiter der Delegation, Martti Raju und der Presseattaché Sven Sommer sein. Außerdem gibt es Repräsentanten für die einzelnen Sportarten:
- Michael Kjeldsen, Badminton
- Raivo Simson, Beachvolleyball
- Irina Embrich, Fechten
- Aavo Põhjala, Judo
- Aivo Normak, Leichtathletik
- Larissa Gorbunova, Gymnastik
- Toivo Suvi, Radsport
- Jaan Tults, Rudern
- Mati Mark, Schießen
- Tõnu Meijel, Schwimmen
- Ott Kallas, Segeln
- Juan Pablo Giacopelli, Tennis
- Jüri Käen, Triathlon

Team-Trainer
- Vésteinn Hafsteinsson, Meihis Viru, Remigija Nazarovienė
Leichtathletik
- Edgar Treier
Radsport
- Tatjana Jaanson, Mati Killing
Rudern
- Urmas Jaarmul, Ernest Steve Bultman, Aleksandr Abel
Schwimmen
- Igor Trofymov
Segeln

VIP-Gäste
- Andrus Ansip, Premierminister Estlands
- Laine Jänes, Kultusministerin Estlands
- Andres Unga, estnischer Botschafter in China

Presse und Massenmedien
Das Estnische Fernsehen ist bei den Spielen in Peking mit einem sechzehnköpfigen Team (Marko Kaljuveer, Anu Säärits, Lembitu Kuuse, Helar Osila, Rein Sokk, Kristjan Kalkun, Astrid Kannel, Andres Kuusk und Priit Kuusk) vor Ort und überträgt fast 400 Stunden live aus Peking. Das Eesti Radio sendet mit einem sechsköpfigen Team (Hanno Tomberg, Tiit Karuks, Erik Lillo, Tarmo Tiisler, Vallo Kelmsaar und Andrian Tšeremenin) etwa 160 Stunden live.
Zusätzlich zu der Übertragung durch ETV wurde der Sender ETV2 installiert, der zusätzliches Bildmaterial, das nicht in den Zeitplan hineinpasst, senden soll. Weiterhin sind einige estnische Zeitungen und Magazine zur Berichterstattung in Peking.

## Fehlende Athleten
Die folgenden Athleten haben sich nicht für die Olympischen Sommerspiele in Peking qualifiziert, obwohl sie nominiert wurden oder zur Weltspitze in ihren Sportarten gehören. Gründe dafür sind Krankheiten, das Verfehlen von nationalen und/oder internationalen Qualifikationsstandards und die große Konkurrenz unter den estnischen Kollegen.
 Leichtathletik
- Marek Niit, 200 m Männer
- Andrus Värnik, Speerwurf Männer
- Risto Mätas, Speerwurf Männer
- Raigo Toompuu, Kugelstoßen Männer
- Indrek Turi, Zehnkampf Männer
- Viktoria Leks, Hochsprung Frauen

 Segeln
- Henri Kaar, Windsurfen Männer